# Isterberg
De gemeente Isterberg ligt in het Nedersaksische Landkreis Grafschaft Bentheim is in de jaren 70 van de 20e eeuw ontstaan door samenvoeging van de gemeenten Wengsel en Neerlage. Isterberg telt 574 inwoners. De gemeente ligt tussen Bad Bentheim en Nordhorn en is bestuurlijk geïntegreerd in de Samtgemeinde Schüttorf.
Een echte dorpskern in de gemeente is niet voorhanden. De gemeente heeft een eigen vrijwillige brandweer. De naamgevende Isterberg is de meest westelijke uitloper van het Teutoburgerwoud. De berg is 68 meter hoog en is voorzien van een uitkijktoren. 